# Macrohammus deyrollei
Macrohammus deyrollei là một loài bọ cánh cứng trong họ Cerambycidae.